# Animere (Volk)
Die Animere sind ein zahlenmäßig kleines Volk in Ghana, das auch Anyimere oder Kunda genannt wird. 
Ihre Sprache, das Animere, ist fast ausgestorben.
Dieses Volk wurde im Jahr 2003 noch mit 700 Angehörigen erwähnt, die vor allem in den Dörfern Kecheibi und Kunda leben. Beide Orte liegen im zentralen Osten des Landes.